# Висмјежице
Висмјежице (пољ. Wyśmierzyce) град је у Пољској у Војводству мазовском. По подацима из 2012. године број становника у месту је био 908.
.

## Становништво
| 2012. |
| ----- |
| 908   |